# Бюлент Арабаджиоглу
Бюлент Арабаджіоглу (тур. Bülent Faiz Arabacıoğlu; 11 серпня 1950, Ескішехір) — турецький художник коміксів, карикатурист, який здобув всесвітню популярність завдяки своїм коміксам про Tipitip'а і Героїчного Рідвана (тур. En Kahraman Rıdvan).

## Життя та творчість

### Дитинство і юність
Бюлент Арабаджіоглу народився 11 серпня 1950 року у турецькому місті Ескішехірі. З дитинства він дуже любив малювати все, що його оточувало – друзів, будинки, гори, комікси з пригодами у блокнотах та шкільних зошитах. Батьки підтримували захоплення сина та віддали його вчитися до художньої школи. Після закінчення загальноосвітньої та художньої школи у 1968 році він вирушає вчитися до Стамбула. Спочатку він планував вступити до Технічного університету Йилдиз на архітектора, але за умови старійшин надходить вчитися на більш перспективну на той час професію геодезиста-картографа.

### Початок творчого шляху
Закінчивши університет у 1972 році і поклавши в кишеню диплом бакалавра факультету картографічної інженерії Стамбульської державної академії інженерної архітектури, Бюлент розуміє, що його справжнє кохання — малювання, і починає працювати за мінімальну зарплату в західнонімецькому агентстві, що робить карикатури та комікси за кордоном. У 1973 році він переходить на роботу карикатуристом і ілюстратором в одну з найбільших газет Туреччини - Hürriyet, для якої малює емблему, і приєднується до колективу карикатуристів у гумористичному журналі Çarşaf, створеного в рамках того ж видавництва, а також публікує свої роботи в журналах Gırgır, Hıbır, HBR Maymun та Dinozor.
У 1974 році Бюлент одружується з Тюркан Бокала, яку любив ще зі школи. На довгі роки вона стає його музою та надійним помічником.

## Tipitip
У цей період Бюленту Арабаджіоглу надходить пропозиція створити «персонажу коміксів для нової жувальної гумки із вкладишами». На той момент вона ще не мала назви. Намалювавши 10 різних персонажів, він вирушив на зустріч із порадою директорів із семи осіб на фабрику Kent Gıda Sanayi A.Ş. разом із представниками агентства, яке зробило йому цю пропозицію. У презентації на зустрічі він пояснив, який особливий характер має мати кожен персонаж. Персонаж Тіпітіпа сподобався всім. Його довгий ракетоподібний ніс, капелюх, окуляри, метелик, невисокий зріст і невеликий животик здалися кумедними та привабливими. Ім'я персонажа - TipiTip (TipiTip - типовий тип) виникло спонтанно після того, як під час обговорення прозвучали слова "у нього типовий вигляд", який "характерний типаж". Ім'я жувальної гумки також стало і ім'ям головного персонажа. Після того, як Бюлент вигадав і намалював першу частину коміксів з Тіпітіпом для фірми Kent Gıda (70 штук), малюнки були відправлені до друкарні в Німеччині. У роки в Туреччині був якісної системи поліграфічної друку, що дозволяє друкувати вкладиші (друк з ротаційною котушкою). Через деякий час його призивають на термінову службу до армії. Після закінчення військової служби та повернення до Стамбула компанія Kent пропонує йому знімати 60-секундні мультиплікаційні рекламні ролики для TipiTip з трансляцією на телебаченні щотижня. Протягом 55 секунд – це мала демонструватися кумедна історія про TipiTip'а, а останні 5 секунд звучатиме слоган: «Твій веселий друг TipiTip!» та реклама жувальної гумки. 
У 1977 році Бюлент, який на той момент не мав досвіду створення мультфільмів, залишає газету Hürriyet, в якій працював, і, разом зі своїм другом Атешем Беніче, у якого такий досвід був, засновує "Агентство TipiTip'а" з виробництва мультфільмів. Протягом 3-х років було створено загалом 52 однохвилинні мультфільми, що є рекордом для Туреччини, іноді зі швидкістю один мультфільм на тиждень, що було досить складно у важкій для того часу економічної ситуації в Туреччині. Через гострий дефіцит матеріалів - кіноплівки, ацетату, фарб, все це доводилося шукати на чорному ринку та замовляти через друзів у ФРН. Над мультфільмами працювала команда з 7-8 осіб, включаючи дружину Бюлента – Тюркан. Ці однохвилинні мультфільми транслювалися на турецькому телевізійному чорно-білому каналі ТРТ щотижня по п'ятницях. Ці мультфільми стали дуже популярними серед дітей і вони з нетерпінням чекали на вихід нового епізоду. Проте Бюлент Арабаджіоглу зі своєю командою вирішили створити повноцінні кольорові мультфільми з можливістю демонстрації їх у кінотеатрах Туреччини. Керівництво компанії Kent схвалили цю ідею і в результаті було створено кілька п'ятихвилинних мультфільмів про пригоди Тіпітіпа. Озвучив персонажа Тіпітіпа відомий турецький комедійний актор Шенер Шен.

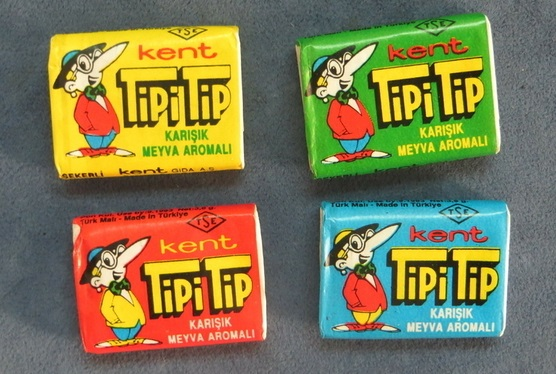
Жувальна гумка Tipitip

У 1980 році компанія Kent Gida припиняє рекламувати жувальну гумку Типітіп на телебаченні. Бюлент із колегами починають видавати дитячий журнал «Вісті від Типітіпа» та розсилати його на адреси понад 15 000 дітей із щомісячною підпискою. Це додало персонажу Типітіпа ще більше кохання та популярності.
Однак із погіршенням економічної ситуації Бюлент Арабаджіоглу закриває агентство Типітіпа і знову повертається до роботи над коміксами та карикатурами у гумористичному журналі Gırgır. У цей час він вигадує ще одного персонажа коміксів - «Найгероїчнішого Рідвана» (En Kahraman Rıdvan), який за популярністю в Туреччині не поступається Типітіпу. 1989 року разом із 25 своїми друзями Бюлент починає видавати гумористичний журнал Hibir.
У 1992 році представники компанії Kent Gida пропонують Бюленту Арабаджіоглу розпочати роботу менеджером на їхній фабриці. Там створюється «Відділ упаковки та графіки», що складається з 14-16 осіб, під головуванням одного з власників компанії, і починається випуск не тільки коміксів про Типітіпа, які використовують як вкладки для жувальної гумки, а й розробкою графіки для нових продуктів, таких як Jelibon, Bonibon, Topitop.
У 1998 році постійний стрес та куріння підривають здоров'я художника і йому проводять операцію з коронарного шунтування.
У 2006 році компанія Kent Gıda A.Ş. була викуплена британською компанією Cadbury і Бюлент почав працювати заступником генерального директора та арт-консультантом в агентстві графічного дизайну та реклами ArtPoint.
В даний час Бюлент Арабаджіоглу хоч і вийшов на пенсію, але продовжує працювати в рекламному агентстві ArtPoint та викладати у Стамбульському університеті. Також він віддалено створює комікси про Типітіпа для власника цього бренду - американської компанії Mondelez International.

## Популярність TipiTip'а
Персонаж TipiTip добре відомий у всьому світі. Протягом п'ятдесяти років TipiTip був улюбленим персонажем кількох поколінь турецьких дітей. Крім комічного образу хитруватого телепня, важливою причиною популярності TipiTip'а сам Бюлент називає аполітичність персонажа, а також рядом обмежень на ситуації, в яких він опинявся - автор усіляко уникав тем, пов'язаних із політикою, еротикою, лайкою та насильством. Художник так говорить про це: "Я вигадував і малював щоденні смішні ситуації, в які потрапляв мій персонаж, я уважно спостерігав за людьми, помічаючи, що їм подобається і з чого вони сміються. Особливо уважно вивчав дітей і молодь. Я просто показував потенційно забавні аспекти повсякденного життя. Таким чином, Типітіп став улюбленцем людей різного віку".
Спочатку створений для внутрішнього ринку Туреччини у 80-ті роки він здобув популярність у Східній Європі, а наприкінці 80-х на початку 90-х років разом із жувальною гумкою, що завозиться з Туреччини, став улюбленим персонажем коміксів дітей пострадянського простору та США. Знаючи про таку популярність у цих країнах компанія Кент Гіда стала друкувати переклад коміксів російською та англійською мовами.
Протягом деякого часу розглядалися пропозиції створити фільм та серіал про TipiTip'а. Бюлент Арабаджіоглу, як автор персонажа, всіляко підтримував подібні пропозиції, проте права на найменування належали компанії Kent Gida, яка не давала дозволу на виробництво. З конфліктом авторських прав пов'язані проблеми виходу каталогу всіх серій коміксів про TipiTip'а та книги, присвяченої цьому персонажу, на відміну від Героїчного Рідвана, якому присвячено низку книг.
На даний момент авторські права на TipiTip'а належать американській компанії Mondelez International, яка розглядає Tipitip як внутрішній турецький бренд, виробляє та продає його виключно всередині країни.